# Österlen FF
Österlen FF är en svensk fotbollsklubb bildat i Brantevik och i Rörum i Simrishamns kommun. 
Klubben spelade hälften av matcherna i Rörum resp. Brantevik mellan åren 2010 och 2013. 2014 drog sig Rörum SK sig ur och bildade eget lag. 
2014 startades ett nytt samarbete mellan Brantevik IF och Skillinge IF). 2023 hoppade Brantevik IF av samarbetet och startade då upp Branteviks IF igen i lägsta serien. Det är idag Skillinge IF som driver Österlen FF.
Säsongerna 2010–2012 spelades i div.4. 2013 i div.3. 2014 i division 2. 2015 degraderades laget ner till division 3 efter att ha hamnat på 13:e plats.
2016 vann man div 3 i storslagen stil då man vann serien utan att förlora en enda match som den enda förening i hela Sverige på förbundsnivå. 
2020 vann man div 2 och blev därmed klara för division 1. Som nykomling i Ettan Södra 2021 blev det dock direkt nedflyttning.
Sedan dess huserar klubben i division 2 södra Götaland.

## Spelartruppen
| Nr | Land    | Pos | Namn                  |
| -- | ------- | --- | --------------------- |
| 1  | Sverige | MV  | Mohammed Khazaal      |
| 2  | Sverige | F   | Hugo Bjurnemark       |
| 3  | Sverige | F   | Melvin Krajnc Randowo |
| 4  | Sverige | F   | Amer Naji             |
| 5  | Sverige | F   | Oliver Knutsson       |
| 6  | Sverige | MF  | Gustav Jönsson        |
| 7  | Irak    | MF  | Rebin Asaad           |
| 8  | Sverige | F   | Oskar Blixt           |
| 9  | Sverige | A   | Banush Ibishi         |
| 10 | Sverige | MF  | Jacob Blixt           |
| 11 | Sverige | A   | Victor Blixt          |
| 12 | Sverige | A   | Lucas Alm             |
| 15 | Sverige | F   | Ludvig Blixt          |

| Nr | Land    | Pos | Namn             |
| -- | ------- | --- | ---------------- |
| 16 | Sverige | MF  | Hugo Göransson   |
| 17 | Sverige | MF  | Lucas Axelsson   |
| 19 | Sverige | MF  | Adrian Holmström |
| 20 | Sverige | MF  | Hugo Holmström   |
| 21 | Sverige | MV  | Albin Nilsson    |
| 46 | Sverige | A   | Axel Orrenius    |
| 14 | Sverige | MF  | Victor Andersson |
| 25 | Sverige | F   | Ken Legiec       |
| 26 | Sverige | MF  | Melvin Borg      |
| 27 | Sverige | MV  | Malte Viberg     |
| 44 | Sverige | F   | Dino Nargilic    |
| 45 | Sverige | MF  | Max Jansson      |
| 80 | Sverige | MF  | Edin Latifi      |